# Budova FSI VUT
Budova FSI VUT je výšková budova zvaná A1 v brněnském kampusovém areálu Pod Palackého vrchem, ve které sídlí Fakulta strojního inženýrství Vysokého učení technického. Devatenáctipatrová budova je vysoká 74 metrů. Výstavba budovy začala v roce 1974 a v roce 1984 skončila.

## Rekonstrukce
V roce 2013 se začalo s rekonstrukcí pláště budovy, protože jeho stav dlouhodobě nevyhovoval aktuálním potřebám, především kvůli energetickým požadavkům a bylo potřeba opravit a zrekonstruovat vnitřní prvky budovy. Budovu bylo potřeba zrekonstruovat také díky poškození pláště budovy způsobeného například vichřicí Kyrill. Cena rekonstrukce byla odhadována na 280 000 000 Kč a provedena byla společností Metrostav.
Po odkrytí pláště se ukázalo, že ani vnější betonový skelet není v dobré kondici a nemusel by unést nový plášť. Tím se prodražila cena a také očekávaná doba dokončení rekonstrukce. Škola také uvažovala, že dosavadní budovu zbourá a postaví novou, to se však nestalo.
Rekonstrukce nakonec stála přibližně 600 milionů korun českých a byla dokončena v roce 2015. Původcem nedostatků budovy byla nekvalitně provedená vlastní stavba, kdy v nosnících chybělo přibližně 200 tun oceli.

## Galerie

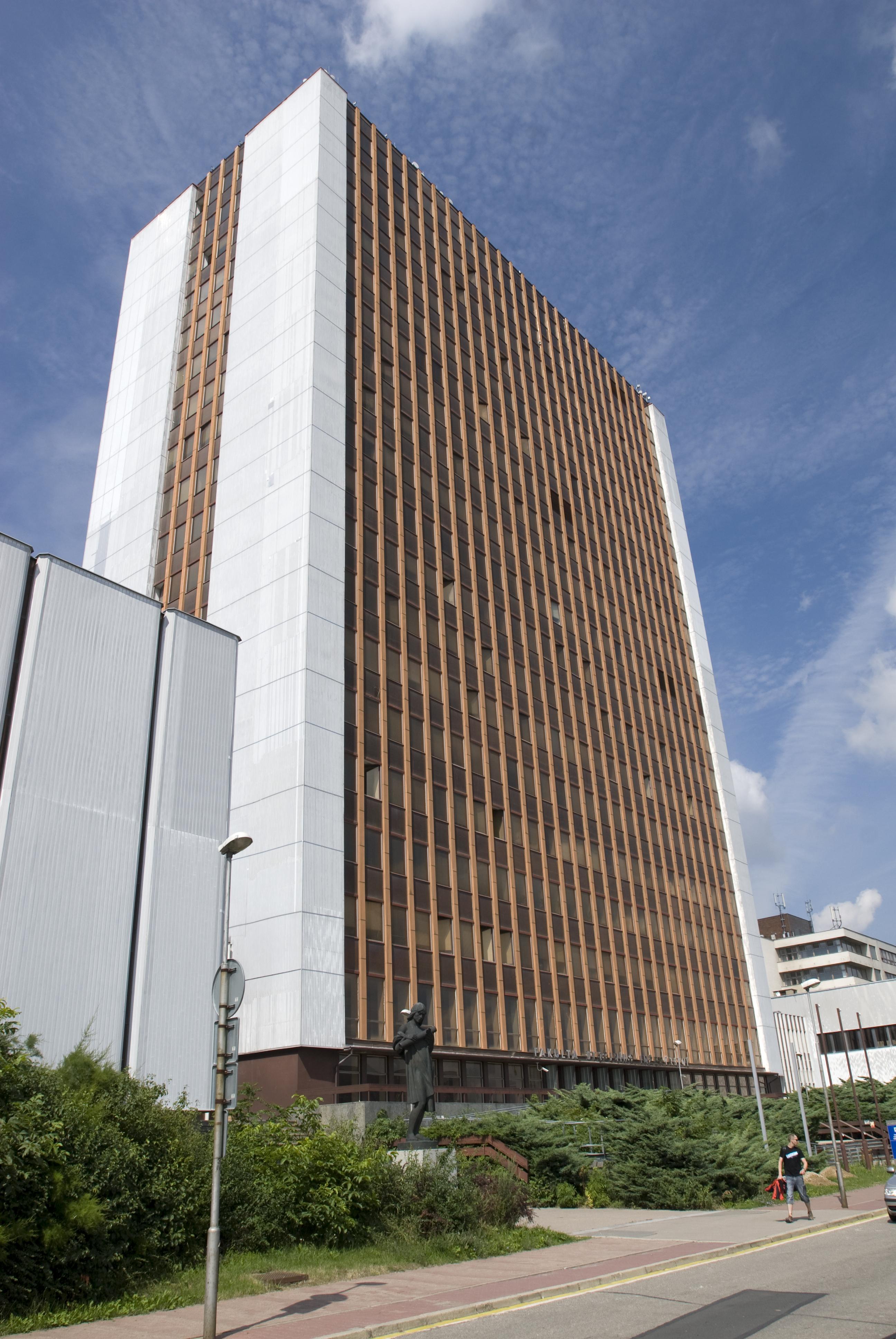
Budova s původním pláštěm v roce 2010
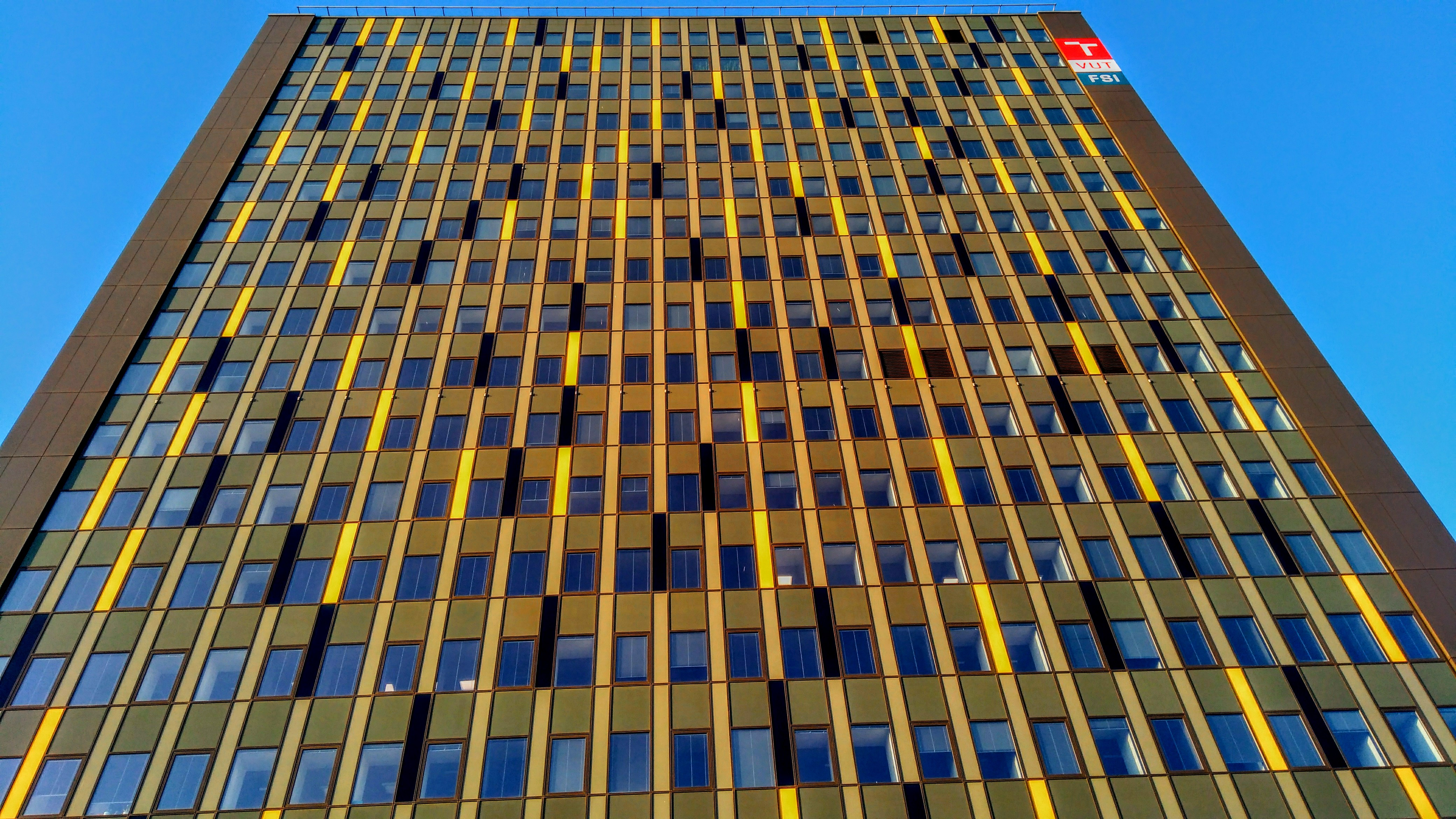
Detail nového pláště budovy, 2019
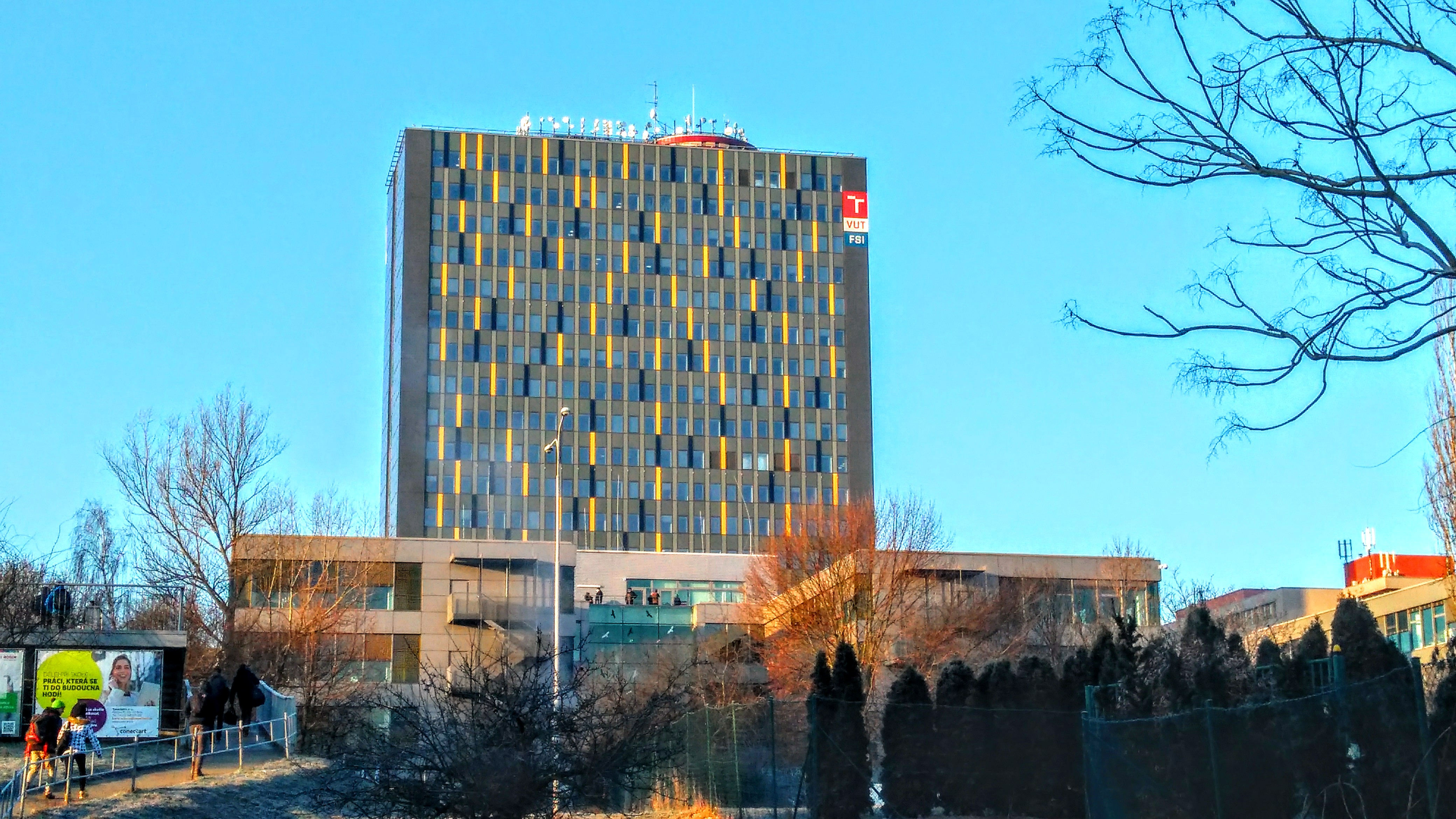
Budova z dálky, 2019